# Tarkwa
Tarkwa ist eine Stadt in der Western Region im westafrikanischen Staat Ghana und Hauptstadt des Wassa West Districts.

## Bevölkerung
Bei der letzten Volkszählung des Landes vom 26. März 2000 lebten 30.631 Einwohner in der Stadt. Hochrechnungen zum 1. Januar 2007 schätzen die Bevölkerung auf 34.544 Einwohner. Bei der Volkszählung des Jahres 1984 wurden 22.107 Einwohner aufgeführt und noch im Jahr 1970 lag die Bevölkerungszahl lediglich bei 4.702 Einwohnern. Aktuell liegt die Stadt an der 41. Stelle der Liste der größten Städte in Ghana.
Die ursprüngliche Bevölkerung der Stadt besteht ethnisch aus Mitgliedern des Wassa-Volkes. Der Zuzug von Arbeitskräften aufgrund des Bergbaus hat jedoch für eine erhebliche ethnische Differenzierung gesorgt.

## Wirtschaft
In Tarkwa wird seit 100 Jahren Gold gewonnen. In der Umgebung findet sich die höchste Konzentration von Minen in einem Distrikt im gesamten Afrika. 25 % der Goldproduktion Ghanas stammt aus Tarkwa. Die Goldgewinnung hat dabei auch erhebliche negative Auswirkungen auf die Umwelt der Umgebung der Stadt.
Tarkwa ist zudem ein wichtiger Eisenbahnknotenpunkt an der Strecke von Takoradi nach Kumasi.

## Berühmter Sohn der Stadt
- John Atta-Mills (1944–2012), Politiker

## Bildung
Tarkwa ist Standort der University of Mines and Technology.